# Popis grbova u Bosni i Hercegovini
Grb Bosne i Hercegovine proglašen je 19. svibnja 1998., zamjenjujući dotadašnji grb BiH s heraldičkim ljiljanima koji je tijekom rata postao gotovo isključivi simbol bošnjačkoga naroda.
Grb je po grafičkim elementima vrlo sličan zastavi BiH: dijagonalno je podijeljen na gornji i desni žuti te donji i lijevi plavi dio.                                                                                                                                   U plavom se dijelu uz granicu sa žutim poljem nalazi sedam bijelih petokrakih zvijezda,                                                                                                                                                                         od kojih su krajnja gornja i donja prikazane samo djelomično. Postoji nekoliko objašnjenja simbolike grba;                                                                                                                                     žuti trokut trebao bi simbolizirati zemljopisni oblik BiH, njegove tri stranice tri konstitutivna naroda,                                                                                                                                                        a sama žuta boja Sunce. Plava boja simbolizira nebo, ili pak međunarodne organizacije (UN ili Europsku uniju),                                                                                                                  a zvijezde su također simbolička poveznica sa zastavom EU

## Grb Bosne i Hercegovine (1998. – 2001.)
Prva varijanta grba Bosne i Hercegovine nakon Pariškog mirovnog ugovora bila je oktroisana[5] odlukom Carlosa Westendorpa[5] od 18. svibnja 1998.,[5] kojom je nametnut Zakon o grbu Bosne i Hercegovine. Odluci o grbu prethodila je odluka o zastavi Bosne i Hercegovine koja je nametnuta 3. veljače 1998. da bi Bosna i Hercegovina imala zajedničku zastavu za XVIII Zimsku olimpijadu održanu 1998. u japanskom gradu Naganu. Ovaj grb zamijenjen je sadašnjim grbom Bosne i Hercegovine, Zakonom o grbu Bosne i Hercegovine koji je donio Parlament Bosne i Hercegovine, a publikovan je u Službenom glasniku BiH od 3. kolovoza 2001. i stupio na snagu sedam dana kasnije, 10. kolovoza iste godine.

## Grb Bosne i Hercegovine (1992. – 1998.)
Dolazak demokratskog režima u Bosnu i Hercegovinu zahtijevao je i promjenu državnih simbola. Cilj je bio povezati BiH sa srednjovjekovnom Kraljevinom Bosnom kako bi se simbolizirala obnova njezine državnosti, ali tako da novi grb bude lišen nacionalnih simbola. Stvaranjem novog grba željelo se izbjeći podizanje unutar nacionalnih tenzija koje su već bile dovoljno napete.[10] Stvaranje novih simbola Bosne i Hercegovine počelo je 27. veljače 1991. kada je Skupština SR Bosne i Hercegovine na prijedlog 86 zastupnika donijela Odluku da se pristupi promjeni Ustava SR BiH te da se, u svezi s tim, donese ustavni zakon o nazivu i državnim simbolima Republike Bosne i Hercegovine. Uskoro je sastavljena stručna skupina znanstvenika sa zadatkom da naprave nove simbole BiH. Tu skupinu činili su arheolog Hasan-Mirza Ćeman, povjesničari Tihomir Glavaš, Boris Nilević i Enver Imamović, dizajner Zvonimir Bebek te pravnici Vedran Hadžović (koordinator) i Kasim Trnka (konzultant).[11]

## Grb Bosne i Hercegovine (1946. – 1992.)
Rasprave oko grba SR Bosne i Hercegovine nisu išle glatko. Već su na prvi nacrt izražene primjedbe. Džemal Bijedić je zagovarao izbacivanje nadnevka iz grba tvrdeći da je bilo i drugih značajnih nadnevaka u povijesti Bosne i Hercegovine. Podržali su ga i drugi zastupnici, pa je Ustavotvorna skupština te primjedbe i usvojila.[4] Postojao je i prijedlog da umjesto tri ruke koje drže baklju bude samo jedna ruka koja bi simbolizirala jedinstvo triju naroda u BiH

## Grb Bosne i Hercegovine (1878. – 1918.)
Dolaskom pod austrougarsku upravu, Bosna i Hercegovina je dobila i novi grb. Grb korišten u to doba je modifikacija grba Hrvoja Vukčića Hrvatinića, bosanskog velikaša iz XIV vijeka. Originalni grb ima bijelu podlogu i dvije crvene trake na vrhu grba, iz lijevog ugla zlatnog štita pruža se crvena oklopljena ruka sa sabljom, koja je čest heraldički simbol mnogih evropskih zemalja. Iznad štita s grbom nalazi se kruna s heraldičkim ljiljanima.

## Grb Bosne i Hercegovine u 17 st.
Grb Bosne iz XIX vijeka je predstavljen je u Fojničkom grbovniku. Grb se periodično koristio za vrijeme borbe za autonomiju Bosne, velikog bosanskohercegovačkog ustanka i nezavisne Bosne pred austrougarsku okupaciju. Grb je predstavljao smeđi (zlatni) šiljasti štit, u obliku vrha strijele s nazubljenom krunom, na čijoj su se sredini nalaze dvije ukrštene puške. Na mjestu ukrštanja pušaka nalazio se mali crveni šiljasti štit s bijelim polumjesecom i šestokrakom zvijezdom, koji su bili okrenuti prema gore. Ovaj grb kao grb Bosne najčešće su koristili ustanici u XIX. stoljeću protiv osmanske vlasti.

## Grb Bosne i Hercegovine (12. st. – 1463.)
Grb Banovine, a potom i Kraljevine Bosne, zasnivao se na grbu dinastije Kotromanića. Grb dinastije Kotromanića zasnivao se na štitu plave boje, koji je na pola bio podjeljen bijelom dijagonalnom gredom, u čijem se lijevom i desnom polju nalazila po tri ljiljana. Ljiljan na grbu dinastije Kotromanića je ljiljan koji je specifičan za Bosnu "Lilium bosniacum". Iznad štita se nalazi kruna s heraldičkim ljiljanima, po čemu se ovaj grb razlikuje od grba Republike Bosne i Hercegovine.